# Michael William D’Arcy

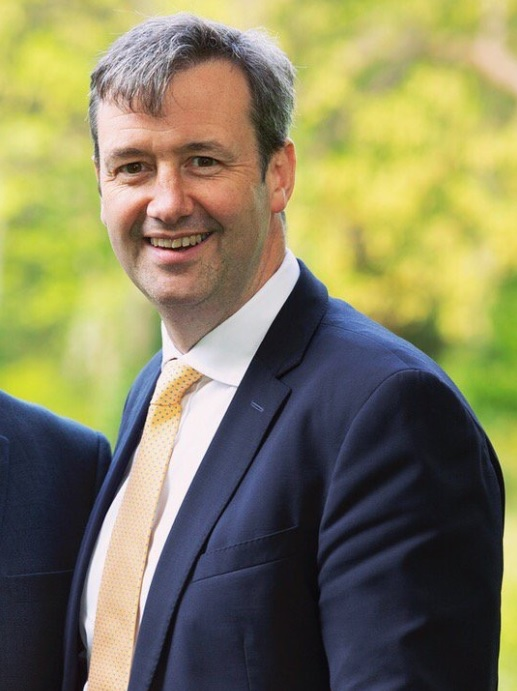
Michael W. D’Arcy (2019)

Michael William D’Arcy (* 26. Februar 1970 in Gorey, County Wexford, Irland) ist ein irischer Politiker der Fine Gael.

## Leben und Familie
D’Arcy ist der Sohn von Michael D’Arcy (1934–2024), der ebenfalls als Politiker und Staatsminister aktiv war. In seiner Jugend war er ein erfolgreicher Sportler. Er studierte an der University of London und arbeitete als Lehrer und Farmer.

## Politik
2003 übernahm D’Arcy den Sitz seines Vaters im Wexford County Council. D’Arcy kandidierte bei den Wahlen zum Dáil Éireann 2007 erfolgreich für den Wahlkreis Wexford und zog als Teachta Dála in den Dáil Éireann ein. Bei den nachfolgenden Wahlen 2011 wurde er nicht wiedergewählt. Stattdessen zog er über die Verwaltungsliste in den Seanad Éireann ein. Der Wiedereinzug in den Dáil Éireann gelang ihm dann bei den Wahlen 2016. Am 20. Juni 2017 ernannte ihn Taoiseach Leo Varadkar zum Staatsminister im Finanzministerium der Regierung Varadkar I. Bei den Wahlen zum Dáil Éireann 2020 wurde er nicht wiedergewählt. Jedoch gelang es ihm, Ende Juni 2020 über die Landwirtschaftsliste in den Seanad einzuziehen. Schon im September 2020 beendete er sein Mandat, um Geschäftsführer des irischen Investmentmanagementsverbands zu werden.